# Potamilla rubra
Potamilla rubra är en ringmaskart som beskrevs av Rioja 1908. Potamilla rubra ingår i släktet Potamilla och familjen Sabellidae. Inga underarter finns listade i Catalogue of Life.